# Tulio Halperin Donghi
Tulio Halperin Donghi (Buenos Aires, 27 d'octubre de 1926 - Berkeley, Califòrnia, 14 de novembre de 2014). fou un historiador argentí.

## Biografia
Fill d'un professor de llatí i una professora de llengua castellana, en finalitzar els estudis secundaris en el Colegio Nacional de Buenos Aires inicià els de química en la Facultat de Ciències Exactes, Físiques i Naturals, però tres anys després deixà aquesta carrera per a dedicar-se a l'estudi del dret i, finalment, es decidí per la història. Entre finals de la dècada dels anys 40 i principis de la del 50 es llicencià en història per la Universitat de Buenos Aires, i completà la seua formació durant uns mesos del 1950 en la Facultat de Filosofia i Lletres de la Universitat de Torí, i el curs 1953/54, a París, en l'École Pratique des Hautes Études, on investigà sota el mestratge de Fernand Braudel sobre el tema de la tesi, apadrinada per Sánchez Albornoz, amb què es va doctorar en la Universitat de Buenos Aires el 1955: Los moriscos en el reino de Valencia (520-1609).
A partir de llavors deixà d'ocupar-se de la història medieval europea i dirigí la seua atenció preferentment a investigar el passat de l'Amèrica llatina, i especialment de l'Argentina, centrant-se sobretot en el segle xix, però fent també aportacions importants en una gran diversitat de qüestions, com ara les revolucions cubana i mexicana, el batllisme, el peronisme, i altres relacionades amb la política, la sociologia, l'economia, el dret, la literatura, etc.
Fou professor en la Universitat de Buenos Aires, en la Nacional del Litoral, en la de la República i en la d'Oxford, entre d'altres. Fou degà electe de la Facultat d'Humanitats i Arts de la Universitat Nacional de Rosario. El 1966, arran de la irrupció dels militars liderats per Onganía, renuncià a la càtedra que exercia en la Universitat de Buenos Aires des del 1960 i emigrà als Estats Units, on va treballar a Harvard i a Berkeley.
Dirigí la «Biblioteca del Pensamiento Argentino», una col·lecció de llibres d'història de l'editorial Ariel, i en el període entre 1973 i 1987 col·laborà regularment en publicacions com ara Sur, Imago Mundi i La Nación. Ja des de la publicació d'un dels seus llibres primerencs, la Historia contemporánea de América Latina (1967), traduït a diversos idiomes i reiteradament reeditat, es convertí en un referent imprescindible de la historiografia llatinoamericana, i és tingut unànimement per un dels historiadors argentins més grans del segle xx.

## Premis i reconeixements
- Doctor honoris causa per la Universitat Nacional de Luján (1992)
- Doctor honoris causa per la Universitat de Córdoba (1993)
- Konex de platí a les Lletres, en la disciplina Història, el 1994 i el 2004, i Menció Especial dels Premis Konex per Trajectòria el 2014.[12][13]

## Obres
- El pensamiento de Echeverría (1951)
- Un conflicto nacional: moriscos y cristianos viejos en Valencia (1957). Editat en forma de llibre a València el 1980)
- Tradición política española e ideología revolucionaria de mayo (1961)
- El Río de la Plata al comenzar el siglo XIX (1961)
- Historia de la Universidad de Buenos Aires (1962)
- Historia contemporánea de América latina (1967, original italià; 1969 en castellà)
- El revisionismo histórico argentino (1970). Edició ampliada el 2005 amb el títol El revisionismo histórico argentino como visión decadentista de la historia nacional.
- Revolución y guerra. Formación de una élite dirigente en la Argentina criolla (1972)
- Hispanoamérica después de la independencia: consecuencias sociales y económicas de la emancipación (1972)
- Historia argentina 3. De la revolución de la independencia a la confederación rosista (1972)
- Historia argentina 7. La democracia de masas (1972)
- El ocaso del orden colonial en Hispanoamérica (comp.) (1978)
- Proyecto y construcción de una nación. Argentina 1846-1880 (ed.) (1980)
- Una nación para el desierto argentino (1982)
- Guerra y finanzas en los orígenes del estado argentino (1791-1850) (1982)
- José Hernández y sus mundos (1985)
- El ocaso de la Nación Argentina: El peronismo bajo la lupa (1985)
- Reforma y disolución de los imperios ibéricos (1985)
- El espejo de la historia. Problemas argentinos y perspectivas latinoamericanas (1987)
- La larga agonía de la Argentina peronista (1994)
- Argentina en el callejón (1995)
- Ensayos de historiografía (1996)
- Vida y muerte de la república verdadera; 1910-1930 (2000)
- Argentina y la tormenta del mundo. Ideas e ideologías entre 1930 y 1945 (2000)
- La república imposible; 1930-1945 (2004)
- Son memorias (2008). Records i impressions personals
- Letrados y pensadores. El perfilamiento del intelectual hispanoamericano en el siglo XIX (2013)
- El enigma Belgrano: Un héroe para nuestro tiempo (2014)
- Las tormentas del mundo en el Río de la Plata. Cómo pensaron su época los intelectuales del siglo XX (2015)